# Stars on '89
Stars on '89 is een medley van Stars on 45. Aan het nummer wordt "remix" toegevoegd, omdat het evenals de eerste single, Stars on 45, nummers van The Beatles bevat. De samenstelling is echter anders en deze single bevat vrijwel alleen nummers van The Beatles, terwijl de eerste ook nummers van andere artiesten bevat. Het werd op een 7" en 12" single uitgebracht en bereikte de Nationale Hitparade.

## Samenstelling
| Lied                           | 7" single | duur | 12" single | duur |
| ------------------------------ | --------- | ---- | ---------- | ---- |
| Rock the House                 | 1.        | 0:06 | 1.         | 0:18 |
| Stars on 45                    | 2.        | 0:12 | 2.         | 0:12 |
| Rock the House                 | 3.        | 0:04 | 3.         | 0:05 |
| A Hard Day's Night             | 4.        | 0:23 | 4.         | 0:23 |
| Please Please Me               |           |      | 5.         | 0:38 |
| From Me to You                 |           |      | 6.         | 0:15 |
| Ticket to Ride                 | 10.       | 0:30 | 7.         | 0:30 |
| Drive My Car                   | 11.       | 0:15 | 8.         | 0:18 |
| Do You Want to Know a Secret?  | 12.       | 0:24 | 9.         | 0:28 |
| Rock the House                 | 13.       | 0:04 |            |      |
| We Can Work It Out             | 14.       | 0:15 | 10.        | 0:15 |
| I Should Have Known Better     | 15.       | 0:19 | 11.        | 0:19 |
| Rock the House                 | 16.       | 0:29 | 12.        | 0:31 |
| Nowhere Man                    | 5.        | 0:09 | 13.        | 0:09 |
| You're Going to Lose That Girl | 6.        | 0:15 | 14.        | 0:15 |
| No Reply                       | 7.        | 0:16 | 15.        | 0:16 |
| Rock the House                 | 8.        | 0:05 | 16.        | 0:06 |
| Taxman                         | 9.        | 0:15 | 17.        | 0:15 |
| Rock the House                 |           |      | 18.        | 0:09 |
| I Wanna Hold Your Hand         |           |      | 19.        | 0:29 |
| Rock the House                 |           |      | 20.        | 0:26 |
| Totale duur                    |           | 4:01 |            | 6:16 |

## Hitnotering
| Nederlandse Nationale Hitparade: 15-04-1989 t/m 27-05-1989 | Nederlandse Nationale Hitparade: 15-04-1989 t/m 27-05-1989 | Nederlandse Nationale Hitparade: 15-04-1989 t/m 27-05-1989 | Nederlandse Nationale Hitparade: 15-04-1989 t/m 27-05-1989 | Nederlandse Nationale Hitparade: 15-04-1989 t/m 27-05-1989 | Nederlandse Nationale Hitparade: 15-04-1989 t/m 27-05-1989 | Nederlandse Nationale Hitparade: 15-04-1989 t/m 27-05-1989 | Nederlandse Nationale Hitparade: 15-04-1989 t/m 27-05-1989 | Nederlandse Nationale Hitparade: 15-04-1989 t/m 27-05-1989 |
| Week:                                                      | 1                                                          | 2                                                          | 3                                                          | 4                                                          | 5                                                          | 6                                                          | 7                                                          |                                                            |
| ---------------------------------------------------------- | ---------------------------------------------------------- | ---------------------------------------------------------- | ---------------------------------------------------------- | ---------------------------------------------------------- | ---------------------------------------------------------- | ---------------------------------------------------------- | ---------------------------------------------------------- | ---------------------------------------------------------- |
| Positie:                                                   | 88                                                         | 76                                                         | 71                                                         | 67                                                         | 66                                                         | 81                                                         | 97                                                         | uit                                                        |